# Golem (videojuego)
Golem es un videojuego desarrollado por la empresa Highwire Games, para la consola de videojuegos PlayStation 4. El juego fue desarrollado específicamente para la realidad virtual de la PlayStation VR. Su lanzamiento se produjo el 8 de noviembre de 2019.

## Desarrollo
Golem es el juego debut del estudio independiente Highwire Games. Con sede en la ciudad de Seattle, el estudio fue fundado en 2015 por los ex empleados de Bungie Martin O'Donnell y Jaime Griesemer, junto con Jared Noftle, cofundador de Airtight Games. Vic Deleon, otro exempleado de Bungie, dejó 343 Industries para unirse al equipo de desarrollo como director de arte conceptual y Travis Brady de Valve Corporation se unió como director de arte de personajes.
Golem se está desarrollando para PlayStation 4 y utilizará los auriculares de realidad virtual de la PlayStation VR. El juego se desarrolla usando el motor Unreal Engine 4. Highwire se acercó al estudio de Epic Games, con sede en Seattle, para obtener asistencia en el desarrollo del juego de realidad virtual.
O'Donnell, quien es el compositor del juego, lanzó una campaña de Kickstarter para agrupar una "precuela musical" de Golem , titulada Echoes of the First Dreamer.

## Lanzamiento
Golem se anunció por primera vez en diciembre de 2015 en la PlayStation Experience. El lanzamiento del juego, inicialmente previsto para el 13 de marzo de 2018, fue postergado por sus creadores sin ofrecer una nueva fecha de salida. Posteriormente, Highwire Games estableció como nueva fecha de salida para el juego el 8 de noviembre de 2019.